# Marc Albrighton
Marc Kevin Albrighton (Tamworth, 1989. november 18. –) angol labdarúgó, legutóbb, 2014 és 2024 között, a Leicester City labdarúgója volt.

## Pályafutása

### Aston Villa
Albrighton Tamworth egyik helyi csapatában, a Mile Oak Monarchsban kezdett futballozni, majd nyolcéves korában próbajátékra hívta a West Bromwich Albion. Úgy döntöttek, nincs szükségük rá, ezután szinte azonnal lecsapott rá az Aston Villa. A 2005/06-os idény végén debütált a Villa ificsapatában. A következő szezon remekül alakult a számára, 19 meccsen lépett pályára és három gólt szerzett, ezután a tartalékcsapathoz is meghívták. Ott nyolcszor kapott lehetőséget, gólt nem lőtt.
A jó idény után az első csapattal részt vett a Hong Kong Sevens elnevezésű barátságos tornán. A döntőben, a Central Coast Mariners ellen ő szerezte a győztes gólt. A 2007/08-as szezonban kihagyhatatlan tagja lett az akadémiai csapatnak és a tartalékok között is pályára lépett tíz alkalommal. A Derby County 6:0-s legyőzése során gólt is lőtt. Az idény végén két évvel meghosszabbította szerződését.
2008. július 10-én 17 percet játszhatott az FC Wil elleni barátságos meccsen. Tétmérkőzésen 2009. február 26-án, az UEFA-kupában kapott először lehetőséget a nagy csapatban, a CSZKA Moszkva volt az ellenfél.

### Sikerei
Leicester City
- Premier League: 2015–16[1]
- Angol kupa: 2020–21[2]
- Angol szuperkupa: 2021[3]

## Külső hivatkozások
- Marc Albrighton pályafutásának statisztikái a Soccerbase oldalon (angolul)

- Marc Albrighton adatlapja az Aston Villa honlapján